# (36429) 2000 PX9
2000 PX9 (asteroide 36429) é um asteroide da cintura principal. Possui uma excentricidade de 0.12683960 e uma inclinação de 7.30565º.
Este asteroide foi descoberto no dia 1 de agosto de 2000 por LINEAR em Socorro.